# Federação das Indústrias do Estado do Amazonas
A Federação das Indústrias do Estado do Amazonas (FIEAM) é a entidade de representação das indústrias do estado do Amazonas. Sedia-se em Manaus.
É a organizadora do Prêmio Qualidade Amazonas, do Prêmio Professor Samuel Benchimol e do Prêmio Banco da Amazônia de Empreendedorismo Consciente 2017 
 Seu presidente é Antonio Carlos Silva.
O Sistema FIEAM é composto pelo SESI, SENAI, IEL e sindicatos patronais da indústria do estado do Amazonas.

## Sindicatos filiados
1. Sindicato da indústria da construção civil do Amazonas
2. Sindicato da indústria da construção naval de Manaus
3. Sindicato da indústria de aparelhos elétricos, eletrônicos e similares de Manaus
4. Sindicato da indústria de bebidas em geral de Manaus
5. Sindicato da indústria de brinquedos do estado do Amazonas
6. Sindicato da indústria de calçados de Manaus
7. Sindicato da indústria de marcenaria de Manaus
8. Sindicato da indústria de massas alimentícias e biscoitos de Manaus
9. Sindicato da indústria de olaria do estado do Amazonas
10. Sindicato da indústria de serrarias e carpintarias no estado do Amazonas
11. Sindicato das empresas jornalísticas do estado do Amazonas
12. Sindicato das indústrias de alimentação de Manaus
13. Sindicato das indústrias de artefatos de borracha e recauchutagem do estado do Amazonas
14. Sindicato das indústrias de extração da borracha do estado do Amazonas
15. Sindicato das indústrias de fiação e tecelagem de Manaus
16. Sindicato das indústrias de gravuras e encadernação do estado do Amazonas
17. Sindicato das indústrias de instalações elétricas, gás, hidráulicas e sanitárias de Manaus
18. Sindicato das indústrias de madeiras compensadas e laminadas no estado do Amazonas
19. Sindicato das indústrias de material plástico de Manaus
20. Sindicato das indústrias de meios magnéticos e fotográficos do estado do Amazonas
21. Sindicato das indústrias de panificação e confeitaria do Amazonas
22. Sindicato das indústrias de relojoaria e ourivesaria de Manaus
23. Sindicato das indústrias de serralheria, pequenas metalúrgicas, mecânicas e similares do estado do Amazonas
24. Sindicato das indústrias gráficas de Manaus
25. Sindicato das indústrias metalúrgicas, mecânicas e de material elétrico de Manaus
26. Sindicato das indústrias químicas e farmacêuticas de Manaus
27. Sindicato das indústrias de confecções de roupas e chapéus, material de segurança e proteção do estado do Amazonas